# Britská Východoindická společnost

Vlajka Britské Východoindické společnosti (1707–1801)
Poměr stran: 13:22

Vlajka Britské Východoindické společnosti (1801–1874)
Poměr stran: 13:22

Britská Východoindická společnost (anglicky East India Trading Company, Honourable East India Company, Company Bahadur nebo John Company), byla jedna z prvních akciových společností na světě (první byla Vereenigde Oost-Indische Compagnie, Nizozemská Východoindická společnost). Fungovala od roku 1600 do roku 1874 a své sídlo měla v anglickém Londýně. Společnost se zabývala hlavně obchodem s bavlnou, hedvábím, barvivem indigo, ledkem, čajem a také s opiem. Specifikem bylo, že ač soukromou společností, vedle svých zájmů ekonomických hájila i zájmy britského impéria a dala britskému kolonialismu specifický ráz.

## Historie

### Do roku 1700
Společnost vznikla jako reakce na svůj nizozemský protějšek. Zakládací charta byla vydána 31. prosince 1600 královnou Alžbětou I., avšak byla časově omezená, musela se tedy po několika letech opět obnovovat. Tato listina zaručovala monopol, společnost dokonce mohla zabavit takové zboží, které jí podle monopolu výhradně náleželo. V čele společnosti stál guvernér a rada čtyřiadvaceti prezidentů s jednoročním mandátem. Každý ředitel byl v čele určité komise, které zodpovídaly za jednotlivé činnosti společnosti. Dne 31. května 1609 král Jakub I. prohlásil Alžbětinu chartu za „věčnou“, avšak vyhradil si právo jednou za tři roky listinu pozměnit.
Jelikož obchod s kořením v Indonésii byl v rukou Portugalců a Nizozemců, hledali Britové své základny na méně frekventovaných místech, především v Přední Indii. Své faktorie a základny založili při pobřeží Rudého moře a v Maskatu, Súratu a Mačilípatnamu v Indii. Pronikli také na Ostrovy koření (Moluky) a dokonce zřídili faktorii v japonském Hiradu, odkud byli ale roku 1623 vyhnáni.
Na přelomu 20. a 30. let začalo pro společnost období vážné krize. Morová epidemie v Anglii v roce 1625, po ní následující hospodářská recese a zuřící třicetiletá válka na kontinentě značně znesnadnila financování společnosti. Situaci nepomohly ani války a hladomor v indickém Gudžarátu ani zvyšující se nizozemská konkurence (běžně docházelo k pirátským přepadům a bojům mezi východoindickými společnostmi). Navíc ještě musela bojovat s vnitřní konkurencí v podobě utvářející se Skotské Východoindické společnosti, kterou musela nakonec ta britská vyplatit jak u krále (půjčka £20 000 ), tak u zakladatele SVIS Jamese Cunninghama. Společnost musela uzavřít některé faktorie, úplně se stáhla z Moluk. Největší pohroma však přišla za občanské války v Anglii. Akcionáři společnosti se rozdělili na republikány a royalisty, navíc její lodě byly použity v bitvách znesvářených stran. V roce 1653 dokonce Oliver Cromwell zastavil platnost charty společnosti. Ta byla obnovena v roce 1657 za „půjčku“ £50 000.
Po restauraci královské moci v Británii se situace měnila k lepšímu. Pomohl jí nepřátelský vztah s Cromwellem a pár „půjček“ králi (£3 000) a jeho bratrovi (£1 000). Další vzpruhou pro společnost byl tzv. Zákon o plavbě (1651), který vylučoval Nizozemce z obchodu s Anglií. Navíc získala rozsáhlá práva, co se týče styku s asijskými státy. Společnost mohla vyhlašovat válku a uzavírat mír s domorodými vládci, spravovat území kolem svých pevností a soudit a trestat místní obyvatelstvo. Také mohla razit mince (1676), jen pro užití v Orientu. Začala tedy razit rupie, picey a pagody. Tím získala téměř úplnou hospodářskou nezávislost na panovníkovi. Důležitou roli hrálo převedení korunní provincie na ostrově Bombaj (věno královny Kateřiny z Braganzy) do jejích rukou. 

### Po roce 1700
Bombaj se brzy stala centrem obchodu s Indií a výchozím bodem pro podmanění si celého subkontinentu. Pod vedením manažerů a zároveň vojenských velitelů, jako byl Robert Clive, společnost v průběhu sedmileté války postupně ovládla celou Indii a položila základy tamní britské koloniální nadvlády. Na tomto území společnost působila téměř století, až do svého zániku.

## Současnost
V důsledku povstání z roku 1857 a podle ustanovení Zákona o vládě Indie z roku 1858 britská vláda společnost znárodnila a převzala její indický majetek, administrativní pravomoci a stroje a její ozbrojené síly. Dne 1. ledna 1874 byla společnost oficiálně rozpuštěna. Obchodní jméno však nadále existovalo pod ministerstvem financí. V roce 1974 byla společnost odkoupena soukromými investory a zaměřila se na obchod s kávou a čajem. V roce 2010 se stal majitelem britský obchodník indického původu, Sanjiv Mehta. Společnost má sídlo v Londýně.